# عملية 600 نانومتر
عملية 600 نانومتر
عملية عملية 600 نانومتر (بالإنجليزية:  800 nm process )‏ عملية تشير إلى مستوى عملية تصنيع تقنية أشباه الموصلات التي
تم التوصل إليها بحدود العامين 1994–1995 ميلادي من قبل الشركات الرائدة في مجال أشباه الموصلات، مثل إنتل وآي‌ بي‌ إم.

## منتجات تمثل عملية تصنيع عملية 600 نانومتر
- وقد صنعت وحدة المعالجة المركزية إنتل 80486DX4 والتي أطلقت في عام 1994 باستخدام هذه العملية.
- ووحدات المعالجة المركزية انتل بنتيوم 75 ميغاهيرتز، 90 ميغاهيرتز و 100 ميغاهيرتز مصنعة أيضا باستخدام هذه العملية.